# Matt Chamberlain
Matt Chamberlain (* 17. April 1967 in San Pedro, Los Angeles) ist ein US-amerikanischer Schlagzeuger und Perkussionist. 
Matt Chamberlain begann im Alter von 15 Jahren mit dem Schlagzeugspielen, nahm Unterricht bei David Garibaldi, Murray Spivack, Chuck Flores und Greg Bissonette und erhielt schließlich ein Stipendium an der North Texas State University. Bekannt wurde er durch seine kurze Tätigkeit für Pearl Jam. Chamberlain war der Nachfolger von Dave Krusen und arbeitete im Sommer 1991 nur knapp einen Monat für Pearl Jam. Er ist im Video zu „Alive“ zu sehen.
Nach der Mitarbeit in verschiedenen Bands entwickelte Chamberlain sich ab Mitte der 1990er Jahre zu einem der gefragtesten Studiodrummer der USA. Er spielte auf Alben von Tori Amos, Fiona Apple, David Bowie, Elton John, Garbage, Brad Mehldau, Morrissey, The Wallflowers, Robbie Williams u. a. und verfügt über einen prägnanten Stil, durch den er häufig spontan erkennbar ist. Er ist außerdem festes Mitglied in Tori Amos’ Liveband.
Während der Herbst-/Winter-Tour 2019 von Bob Dylan spielte er in dessen Band und war auch an den Aufnahmen von Dylans Album Rough and Rowdy Ways 2020 beteiligt.